# بیدانگر
بیدانگر
شهر بیدانگر (به انگلیسی: Bidhannagar) با جمعیت ۲۳۵٫۹۵۱ نفر در ایالت بنگال غربی در کشور هند واقع شده‌است.